# Montaña Tamia
Montaña Tamia är ett berg i Spanien.   Det ligger i provinsen Provincia de Las Palmas och regionen Kanarieöarna, i den sydvästra delen av landet, 1 600 km sydväst om huvudstaden Madrid. Toppen på Montaña Tamia är 533 meter över havet, eller 245 meter över den omgivande terrängen. Bredden vid basen är 2,8 km. Montaña Tamia ligger på ön Lanzarote. Det ingår i Los Morros de Hacha Chica.
Terrängen runt Montaña Tamia är kuperad åt nordost, men åt sydväst är den platt.  Närmaste större samhälle är Arrecife, 11,8 km sydost om Montaña Tamia. Runt Montaña Tamia är det i huvudsak tätbebyggt.